# Trinity Ellis
Trinity Ellis, född 28 april 2002, är en kanadensisk rodelåkare.

## Karriär
Ellis tävlade för Kanada vid olympiska vinterspelen 2022 i Peking, där hon slutade på 14:e plats i damernas singel.